# Костанца ди Рјезе (Тревизо)
Костанца ди Рјезе је насеље у Италији у округу Тревизо, региону Венето.
Према процени из 2011. у насељу је живело 37 становника. Насеље се налази на надморској висини од 72 м.